# دیکوو
دیکوو (به چکی: Děkov) یک منطقهٔ مسکونی در جمهوری چک است که در ناحیه راکوونیک واقع شده‌است.